# Ovuliparidad

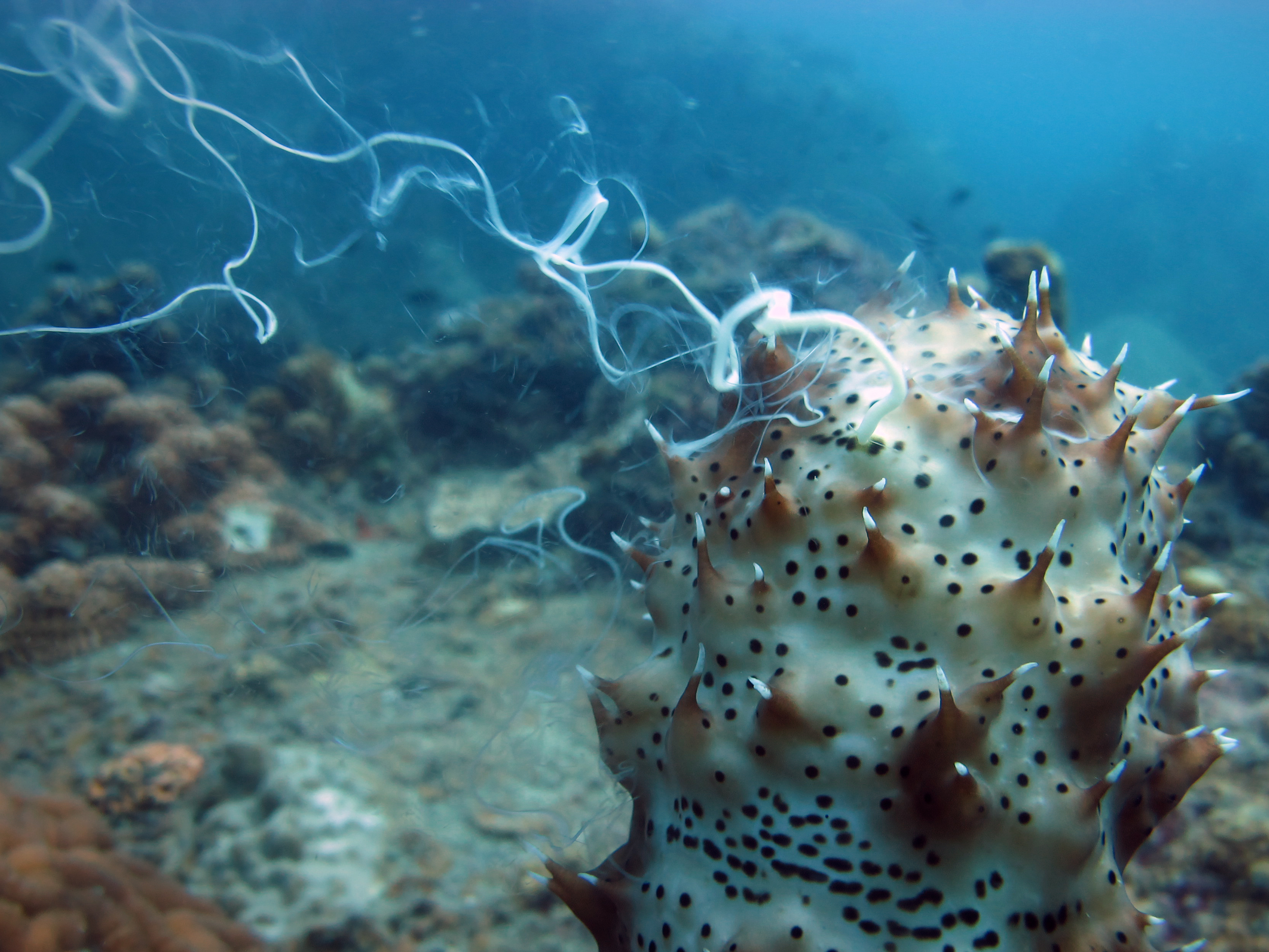
Holoturia (Pearsonothuria graeffei) liberando esperma durante un evento de freza en masa cerca de la isla de Ko Tao, en el golfo de Tailandia.

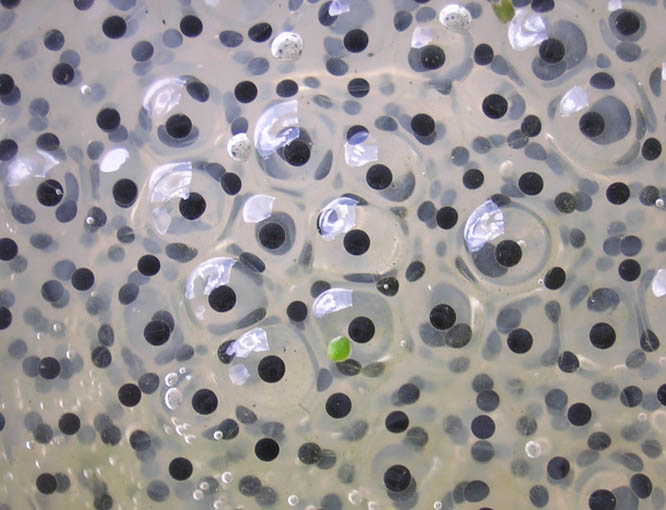
Puesta de huevos de rana.

La ovuliparidad es un tipo de oviparidad, un proceso de reproducción sexual por el que tanto la fecundación del cigoto —unión de los gametos masculino y femenino— como el desarrollo del embrión se produce en el medio exterior, fuera del aparato urogenital de la hembra

## Proceso de reproducción
En primer lugar, la hembra expulsa sus óvulos y los deposita en lugares escondidos, donde los depredadores no puedan llegar. Seguidamente, el macho fecunda los óvulos y a partir de ahí, se formará la célula huevo o cigoto, la cual no tendrá cáscara. A continuación, se producirá el desarrollo del huevo, que lo hará sin la ayuda de la hembra ni del macho, hecho que pone en peligro muchos de los huevos, ya que los depredadores pueden reducir en gran cantidad el número de descendientes.

## Ejemplos de animales ovulíparos
La mayoría de especies ovulíparos son los peces, ya que este tipo de fecundación siempre se realiza en el medio acuático. En los peces destacan como ovulíparos la trucha, el pejerrey y la mayoría de peces pequeños.
Además de los peces, existen más especies ovulíparas, moluscos como el mejillón, anfibios como la rana, equinodermos como la estrella de mar o los  erizos de mar, y por último, también podemos encontrar crustáceos ovulíparos, como puede ser el cangrejo, el langostino o el camarón.